# Product Red

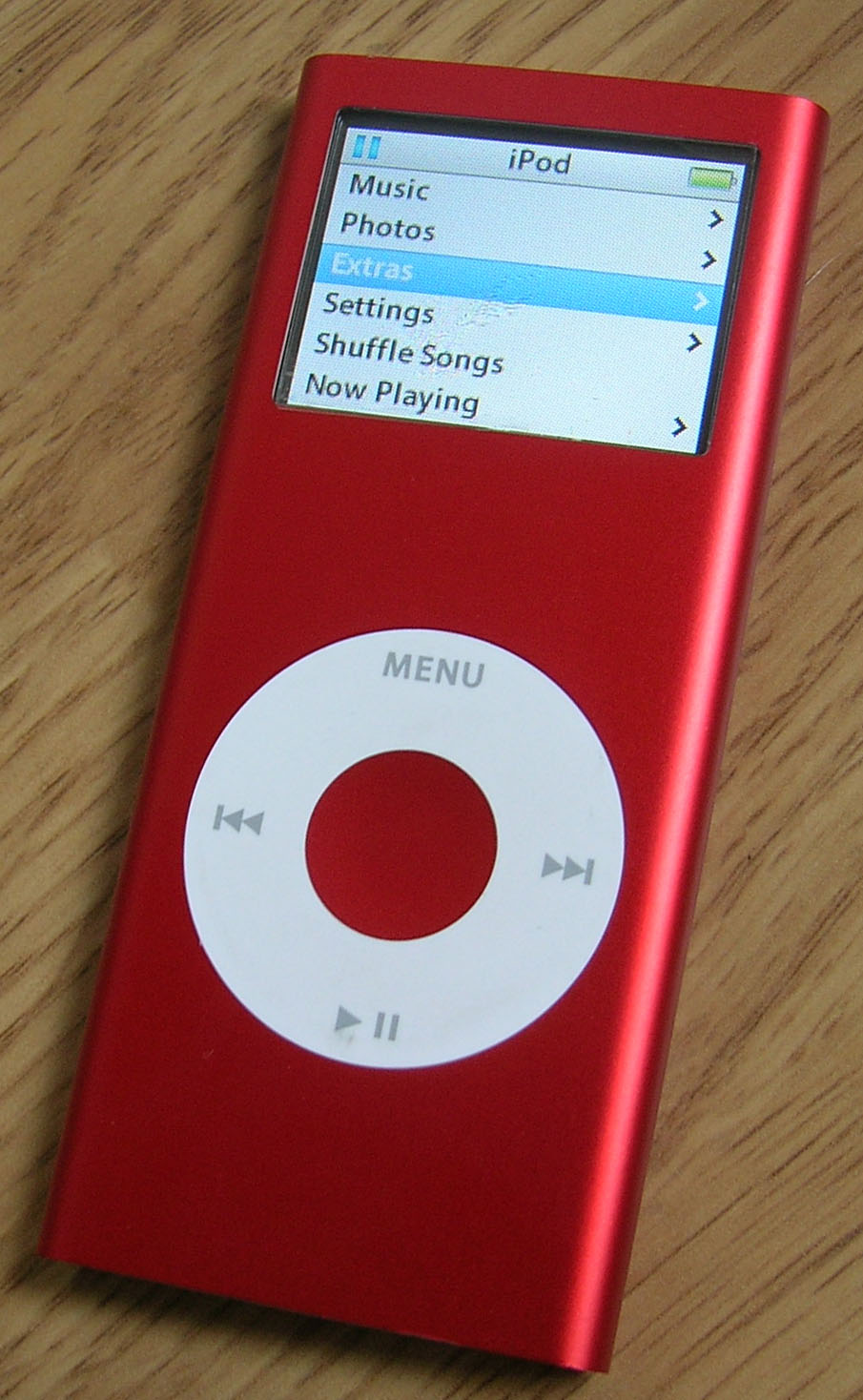
iPod nano Product Red.

Product Red (Produto Vermelho), estilizado como (PRODUCT)RED™, é uma marca de consumo licenciada a companhias associadas como American Express, Apple Inc., Converse, Motorola, Gap, e Giorgio Armani. É uma iniciativa criada por Bono Vox e Bobby Shriver para arrecadar fundos para a Global Fund, organização que luta contra a AIDS, a tuberculose, malária e a Covid-19. Bobby Shriver é o CEO da Product Red, enquanto Bono Vox é a figura pública e porta-voz da marca.
Cada empresa associada cria um produto com a marca Product Red. O lucro obtido da venda dos produtos vai para a empresa fabricante. Porém, uma determinada quantia da venda de cada item é doada para a Global Fund. Por exemplo, para cada iPod nano Product Red vendido, a Apple destina US$10 à doação.
A campanha foi muito criticada por não ter um impacto proporcional ao seu investimento em publicidade e por ser menos eficiente do que as doações diretas.

## Produtos
- Dispositivos e acessórios eletrônicos da Apple, que mantém a parceria desde 2006, com o lançamento do iPod nano Product Red. Nos iPhones, a versão vermelha foi iniciada no iPhone 7[3] e continua nos smartphones atuais da empresa.[4]
- Nike - Campanha Lace Up Saves Lives
- Head - Bolsas para raquetes e antivibradores para raquetes de tênis
- Cartão de crédito American Express Red Card.
- Camiseta Gap fabricada no país africano Lesoto. Também braceletes, camisas, bottons com 50% do lucro para doação.
- Sapata Converse.
- Óculos de sol Giorgio Armani.
- Aparelhos celular Motorola RAZR e SLVR vermelhos com 50% do lucro para doação à Global Fund.
- Jornal The Independent é parceiro da Product Red.
- Revista NEED magazine é parceira da Product Red.
- Cartões postais Hallmark.
- Computadores Dell M1330, M1530 e XPS One.
- Windows Vista Premium com modificações.
- Laptop Dell com Windows Vista Product Red.
- Beats by Dr. Dre - Headphone Solo HD (RED)